# Культура Стокгольма
Как столица Швеции, Стокгольм предлагает обширный выбор национальных и местных культурных учреждений. В их числе как государственные, так и муниципальные, а также частные организации.

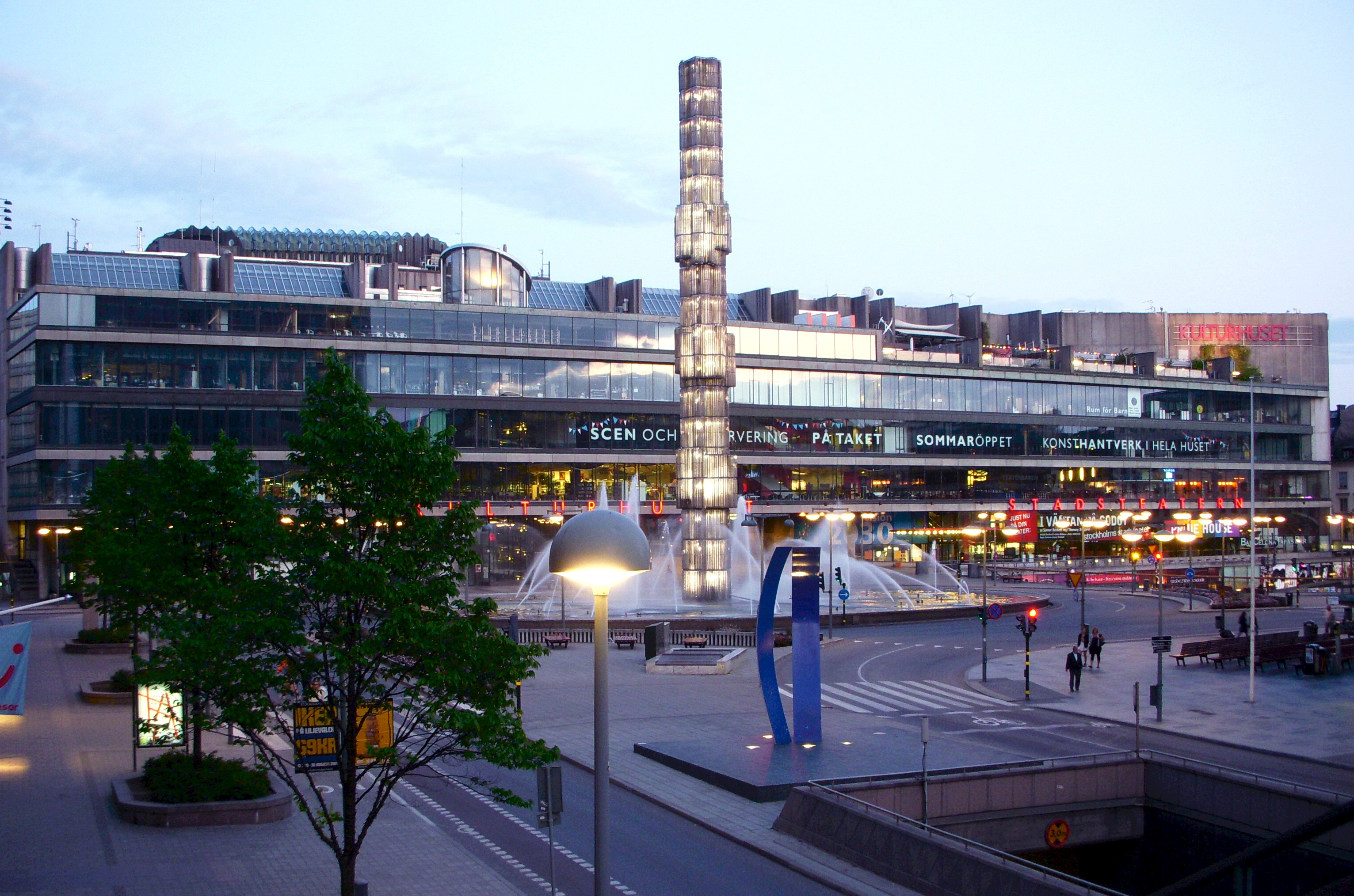
Дом культуры и стеклянный обелиск

Культурный центр на Сергельсторг по праву считается одним из крупнейших в Швеции. В окрестностях Стокгольма находятся три объекта Всемирного наследия ЮНЕСКО: дворец Дроттнингхольм и Бирка (оба в муниципалитете Экерё), а также Скогскюркогорден (муниципалитет Стокгольма). Среди главных туристических достопримечательностей Стокгольма можно выделить музей Ваза и Скансен в Юргордене, а также главную стражу в Стокгольмском замке.

## Библиотека

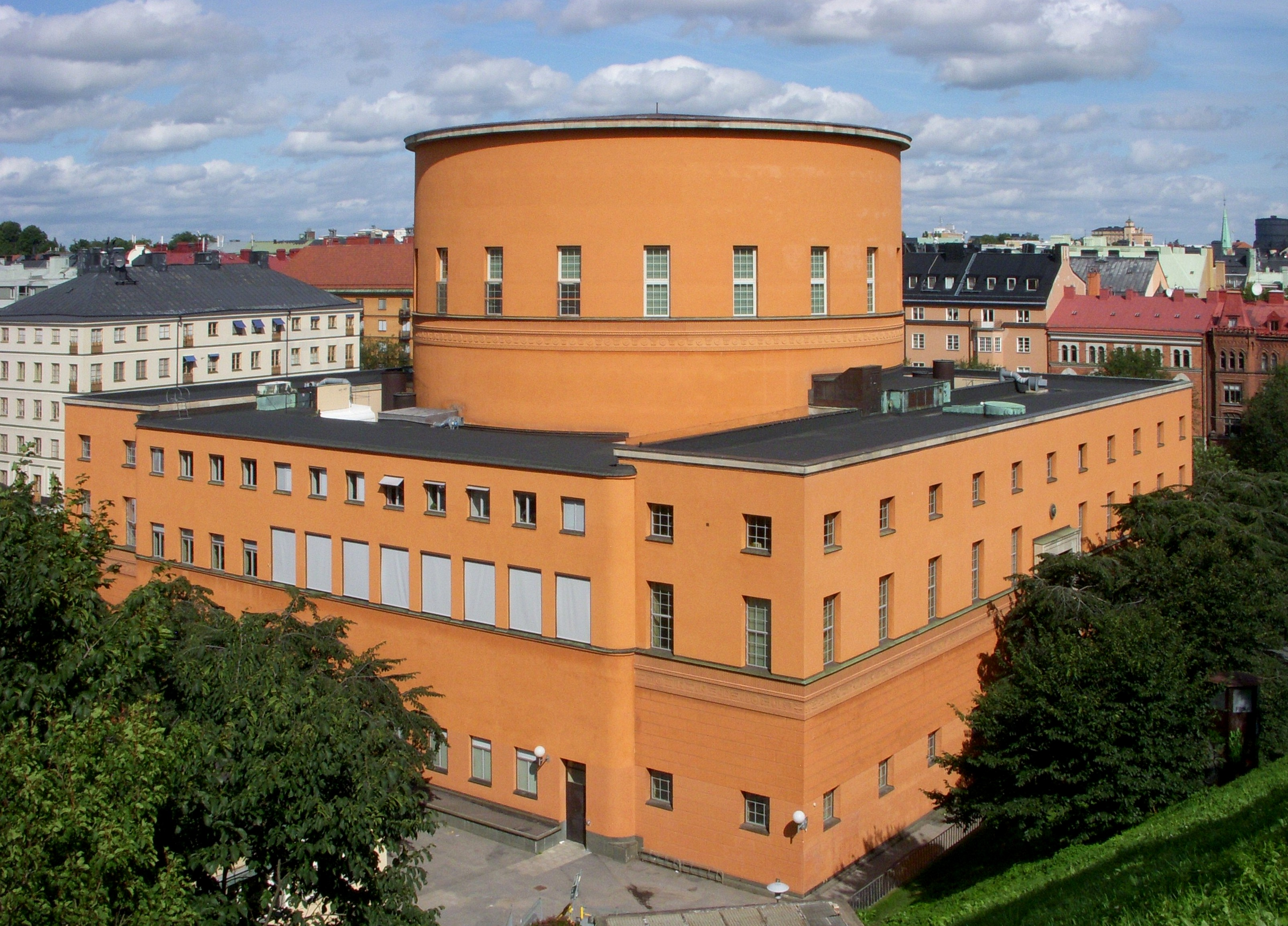
Городская библиотека 1928 года постройки, один из шедевров архитектора Гуннара Асплунда

Одним из самых известных учреждений культуры в Стокгольме является Стокгольмская общественная библиотека, спроектированная архитектором Гуннаром Асплундом и открытая в 1928 году. Согласно рейтингу журнала Conde Nast Traveler, городская библиотека входит в число 20 самых красивых библиотек мира.
Помимо центральной городской библиотеки, в Стокгольме функционирует более 40 районных библиотек, которые в общей сложности обслуживают свыше 10 миллионов посетителей в год.
Другие интересные библиотеки:
- Королевская библиотека, известная как Национальная библиотека Швеции, расположена в Хумлегордене. В этом уникальном месте бережно хранятся все печатные издания, выпущенные в стране с 1661 года.
- Библиотека Королевского технологического института (KTHB) является крупнейшим хранилищем литературы по технологиям и фундаментальным наукам в Швеции. Её история начинается с 1827 года, когда в Стокгольме был основан Технологический институт, заложив тем самым основу для развития KTHB.
- Riksdagsbiblioteket — это библиотека шведского парламента, созданная для того, чтобы предоставлять Риксдагу ценную информацию, необходимую для принятия решений. Она функционирует с 1851 года и, наряду с библиотекой Риксдага в Хельсинки, является одной из немногих парламентских библиотек в мире, открытых для широкой публики.

## Кинотеатры и кинофестивали

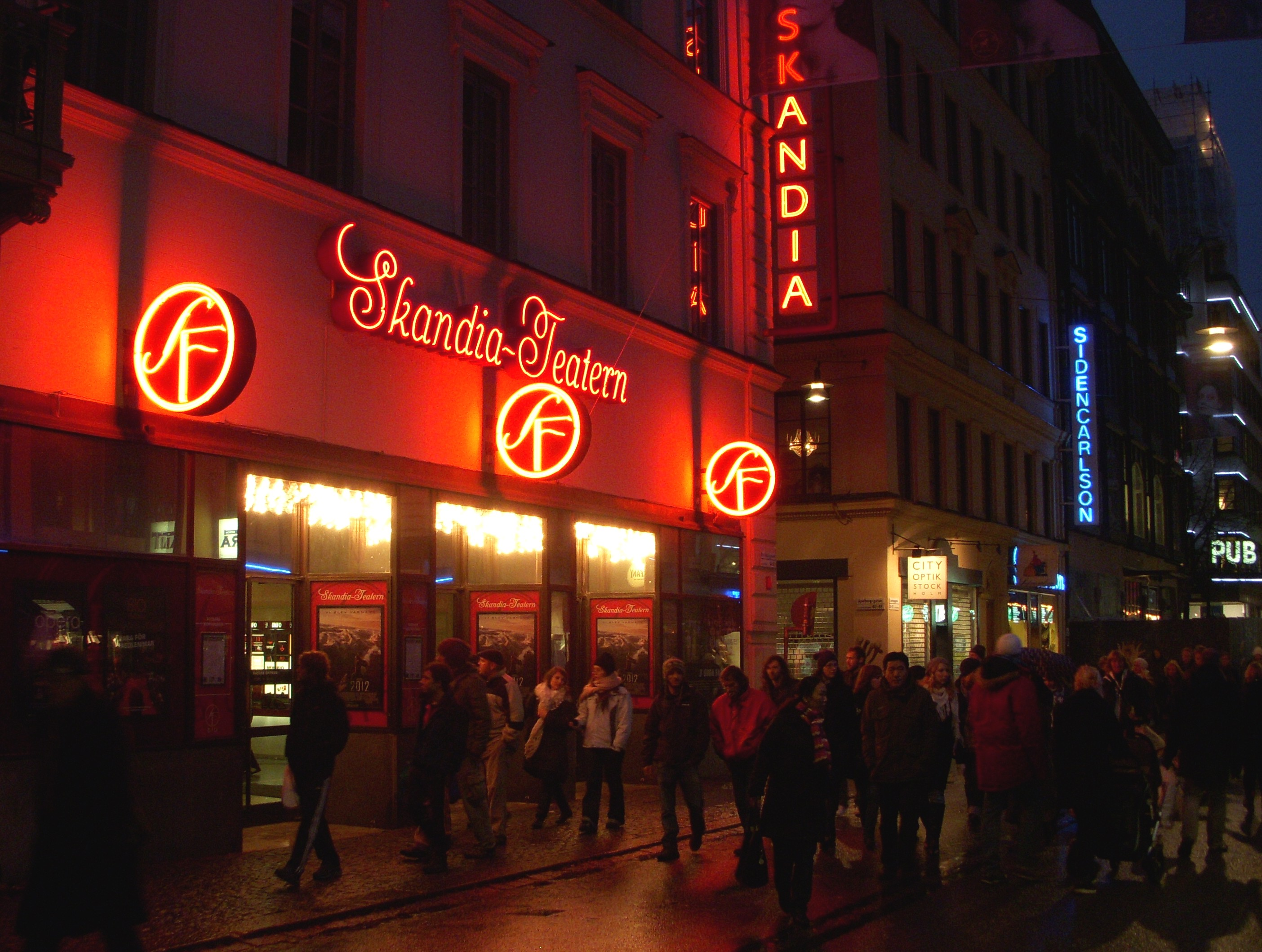
Театр "Скандия" 1923 года постройки, шедевр архитектора Гуннара Асплунда

Первые постоянные кинозалы в Стокгольме появились в конце XIX века, после того как кинематограф был представлен на Стокгольмской выставке 1897 года. До этого о кино ходили только слухи, как о необычном развлечении.
В 1905 году в Стокгольме уже было десять кинотеатров, а к концу 1909 года их количество увеличилось до 25 постоянных кинозалов. Однако, самый высокий пик числа кинотеатров был достигнут в 1943 году, когда в городе работало 110 кинотеатров. Максимальное количество зрителей было зафиксировано в 1956 году — 16,8 миллиона. С тех пор этот показатель так и не был превзойден.
Старейшим действующим кинотеатром в Стокгольме является «Зита», который был построен в 1913 году и известен под названием «Зимний дворец». Однако самым красивым кинотеатром в городе по праву считается «Скандия-театр», созданный Гуннаром Асплундом и открытый в 1923 году. Эксперты в области современного искусства называют его шедевром. «Скандия-театр» — один из немногих сохранившихся кинотеатров в городе. Он был реконструирован в 2001 году и теперь находится под защитой закона о культурной среде.

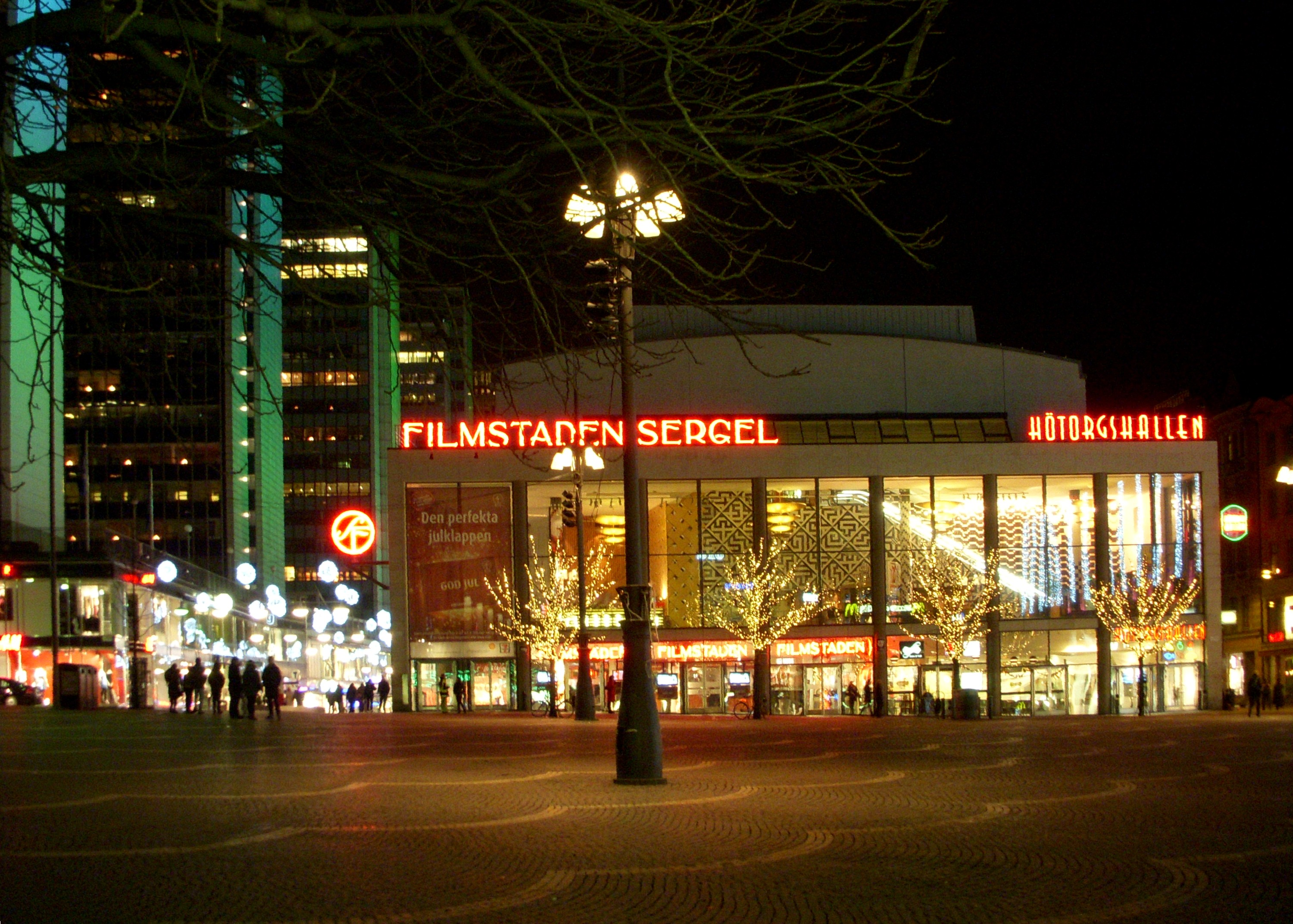
Кинотеатр "Сергель" в Хоторгете

В 1990-х и более поздних годах было создано множество новых "киногородков" — мультизальных кинотеатров, созданных по концепции SF. Название "киногородок" происходит от легендарной студии SF Gamla Filmstaden в Росунде и впервые было использовано в 1980 году. В окрестностях Стокгольма можно найти такие киногородки, как Сергель, Седер, Херон-СИТИ, Камера, Киста, Расунда, Веллингбю и Сикла.
Стокгольмский кинофестиваль — это мероприятие, которое проводится ежегодно осенью, начиная с 1990 года. Он был основан Игнасом Шейниусом и представляет собой некоммерческую организацию, получающую финансовую поддержку от окружного совета Стокгольма, мэрии города и Шведского института кинематографии. Стокгольмский кинофестиваль также включает в себя несколько мероприятий для детей и молодежи: «Юниор» в апреле и «Соммарбио» в августе. В течение пяти вечеров фильмы демонстрируются под открытым небом в Роламбсховспаркене, что делает его особенно привлекательным для зрителей.
Фестиваль документального кино Tempo — это крупнейший фестиваль такого жанра в Швеции.
В окрестностях Стокгольма также проходит множество небольших кинофестивалей. Среди них можно выделить:
- Фестиваль французского кино[6];
- «Кино Рюрик» — фестиваль российского кино[7];
- «Синемафрика» — кинофестиваль, посвящённый африканскому кино[8];
- Балканский фестиваль нового кино[9];
- Stockmotion — кинофестиваль для всех возрастов[10];
- Стокгольмский феминистский кинофестиваль[11];
- Cinema Queer — крупнейший международный квир-кинофестиваль в Стокгольме[12];

В Стокгольме можно найти множество кинотеатров: от небольших и уютных, таких как Lilla Zita в Фолькетс-Биос и Gamla Biografen Tellus в Мидсоммаркрансене, до крупных и современных, таких как SF Bios Filmstaden Sergel на Хоторгете и Heron city в Кунгенс-курва в муниципалитете Худдинге.
Film Stockholm — это региональный ресурсный центр по кинематографии, действующий от имени Шведского института кинематографии и при поддержке управления культуры округа Стокгольм.

## Искусство

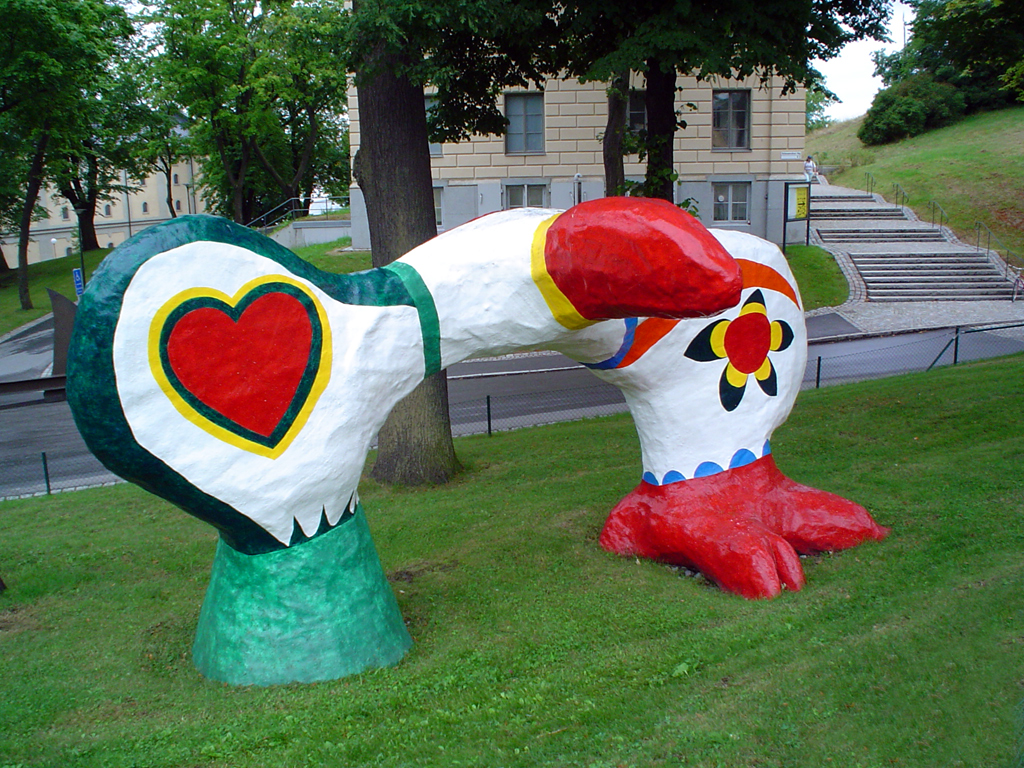

В Стокгольме находится множество известных художественных музеев, таких как Moderna Museet и Национальный музей современного и старинного искусства. Среди других художественных музеев можно выделить Миллесгорден, Тильскую галерею, Вальдемарсудде, Бонниерс портреттсамлинг и Северный музей. Также стоит упомянуть и о выставочных залах современного искусства, таких как Лильевальхс-Констхалль, открытый в 1916 году, мед-Ворсалонген, функционирующий с 1921 года, и Magasin 3, появившийся в 1987 году

## Литература

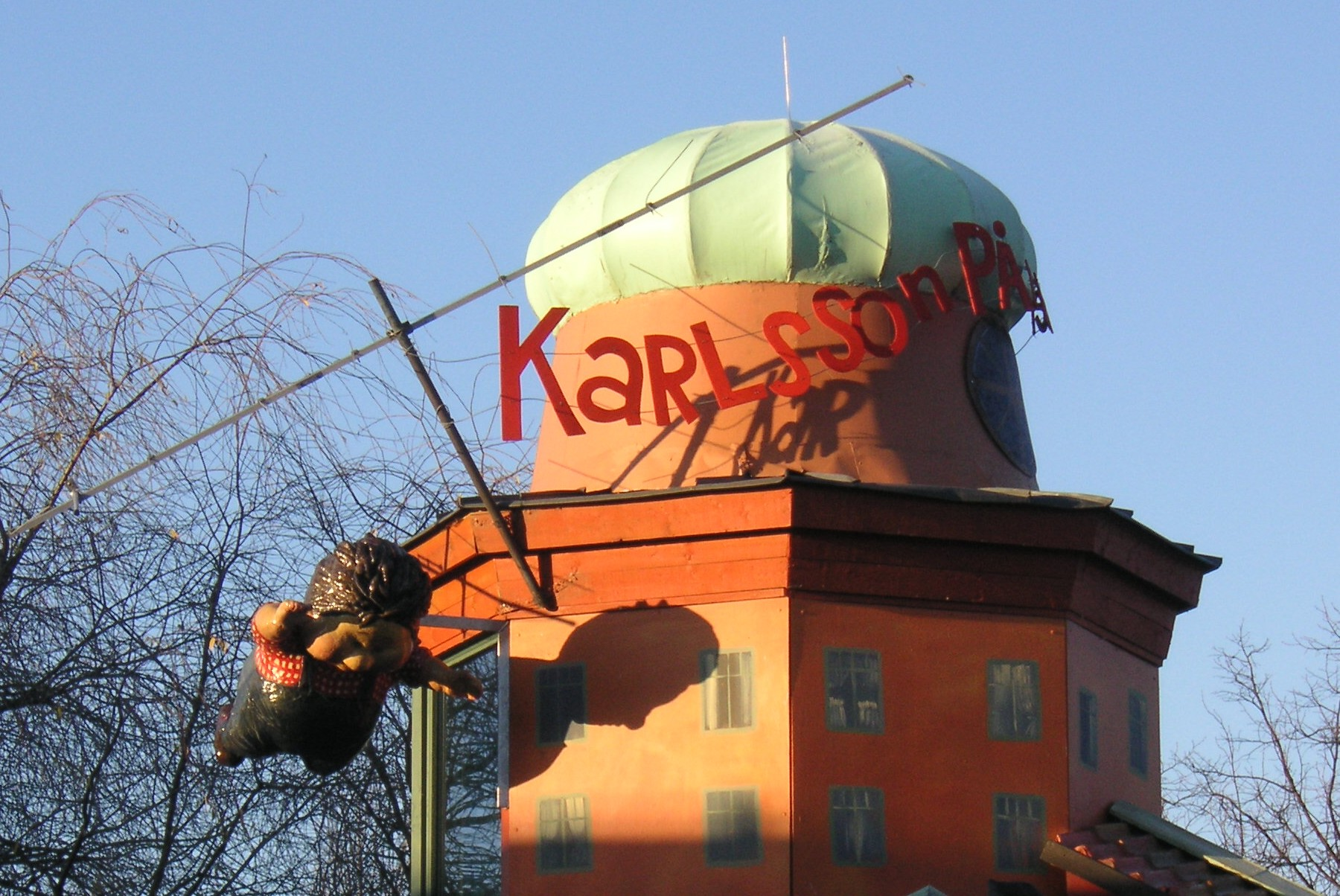
Фигура Карлсона Астрид Линдгрен на крыше Юнибаккена

## Средство массовой информации
Многие известные медиаплатформы базируются в Стокгольме.

### Газеты

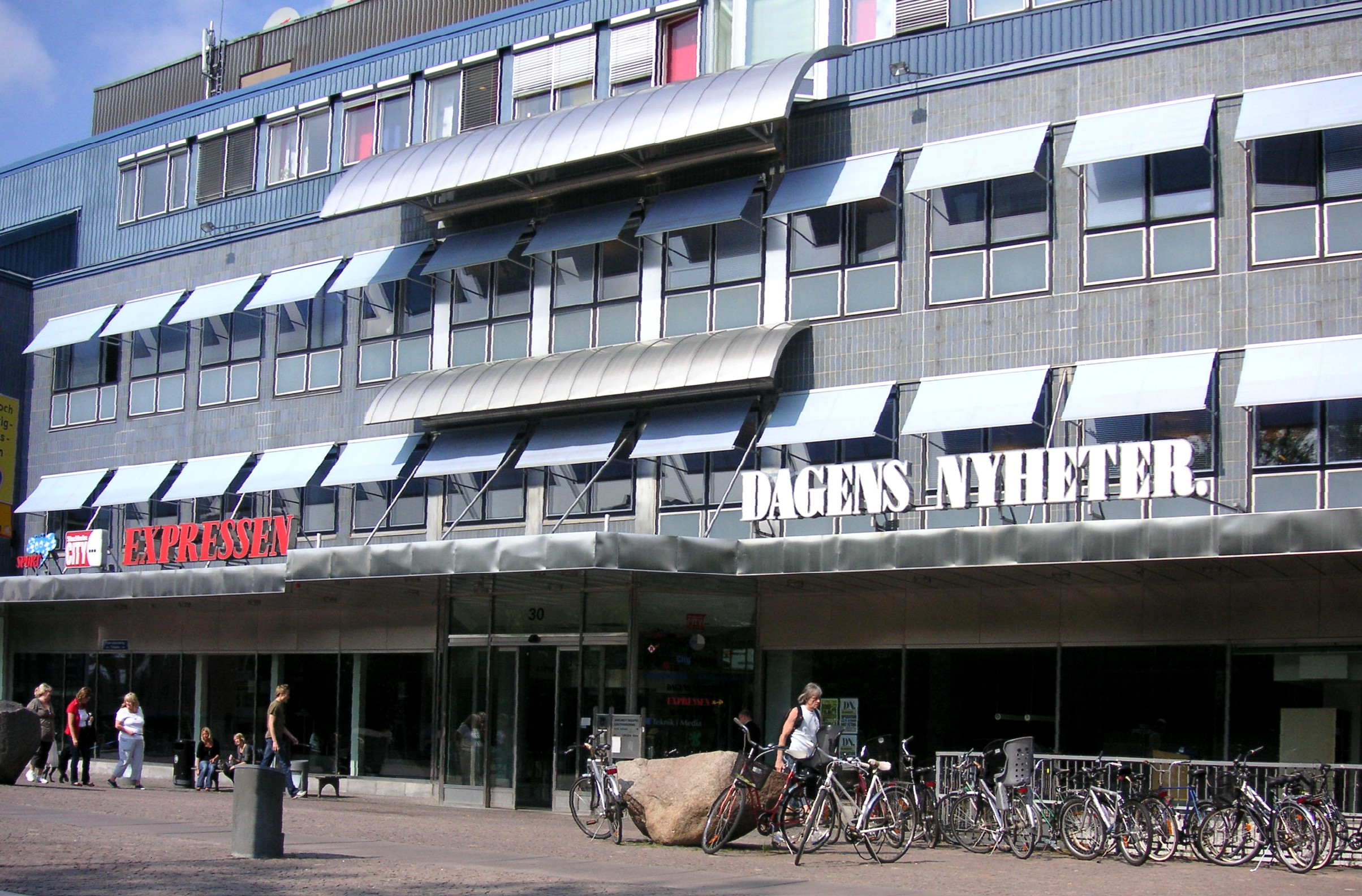
Газеты «Dagens Nyheter» и «Expressen»

В городе выходят утренние газеты «Dagens Nyheter», «Svenska Dagbladet», «Dagens Industri», а также вечерние газеты «Aftonbladet» и «Expressen». Кроме того, есть и бесплатные газеты, такие как «Metro» и «Stockholm-City».

### Радио
Радиостанции, которые базируются в Стокгольме, включают SBS Radio, MTG Radio и Шведское радио.
Штаб-квартира Шведского радио расположена в Гарде, в центре Стокгольма. В столице вещают шесть радиостанций: SR P1, SR P2, SR P3, SR P4 Stockholm, SR P6 Stockholm International и SR Metropol. Кроме того, SR предлагает ряд тематических каналов, доступных в цифровой сети для абонентов DAB в Стокгольме.
В этом районе можно найти несколько частных местных радиостанций. Среди них SBS Radio, вещающее Mix Megapol, классическую рок-музыку, The Voice, Vinyl 107.1 и Radio 107.5. Также стоит отметить MTG Radio, которое предлагает такие радиостанции, как NRJ, Rix FM, Bandit Rock и Star FM.
Кроме того, почти во всех муниципалитетах Стокгольмского региона можно услышать местные радиопередачи.

### ТВ

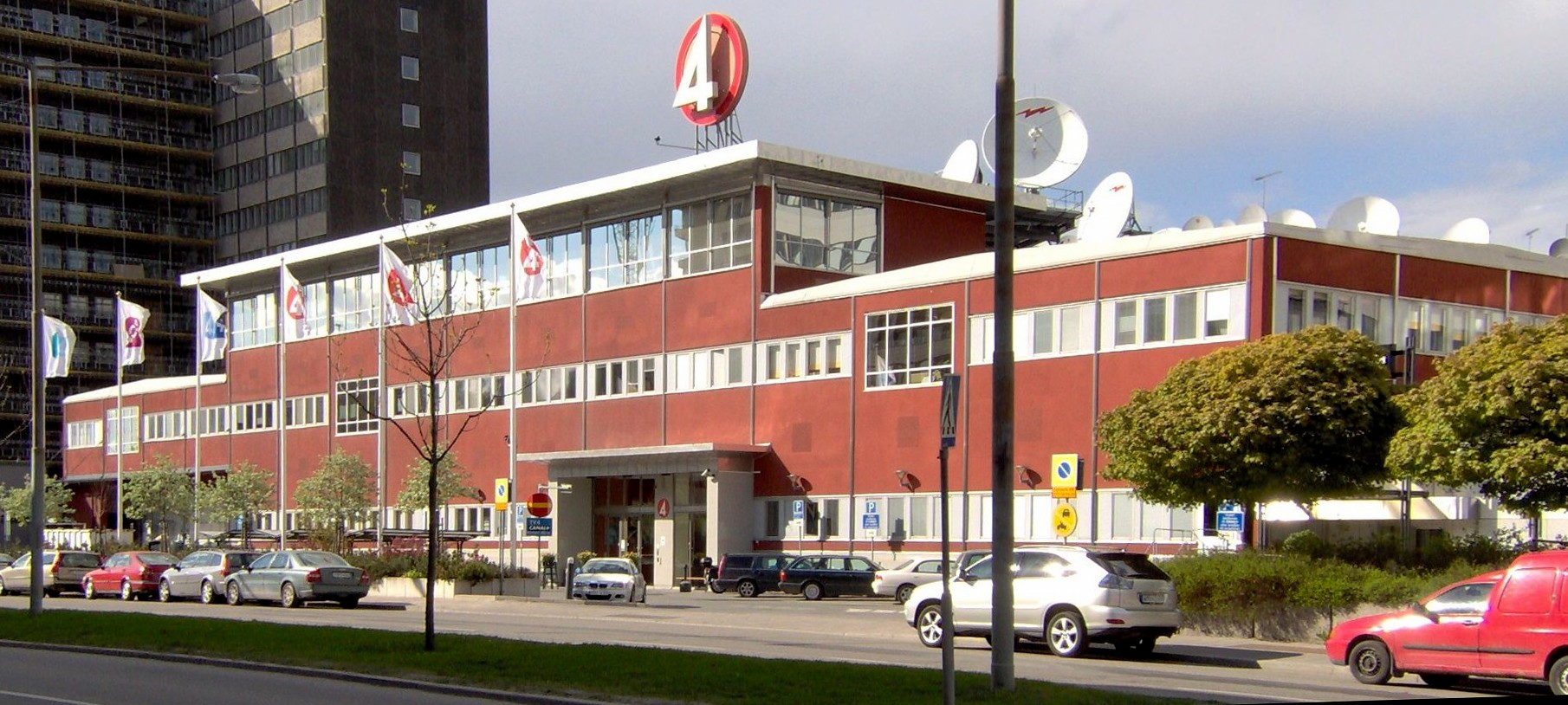
Штаб-квартира группы TV4

Штаб-квартира TV4 Group расположена в Стокгольме. В этом же городе находятся и другие компании: Modern Times Group, включая телеканалы TV3, TV6 и TV8, ProSiebenSat.1 Media, в том числе каналы Kanal 5 и Kanal 9, а также Sveriges Television (SVT).
В составе TV4-Gruppen и SVT работают редакции, которые готовят и транслируют местные новостные программы. Эти программы — TV4 Nyheterna Stockholm и ABC — можно увидеть и услышать во всех районах Стокгольма и его окрестностях.

## Музеи

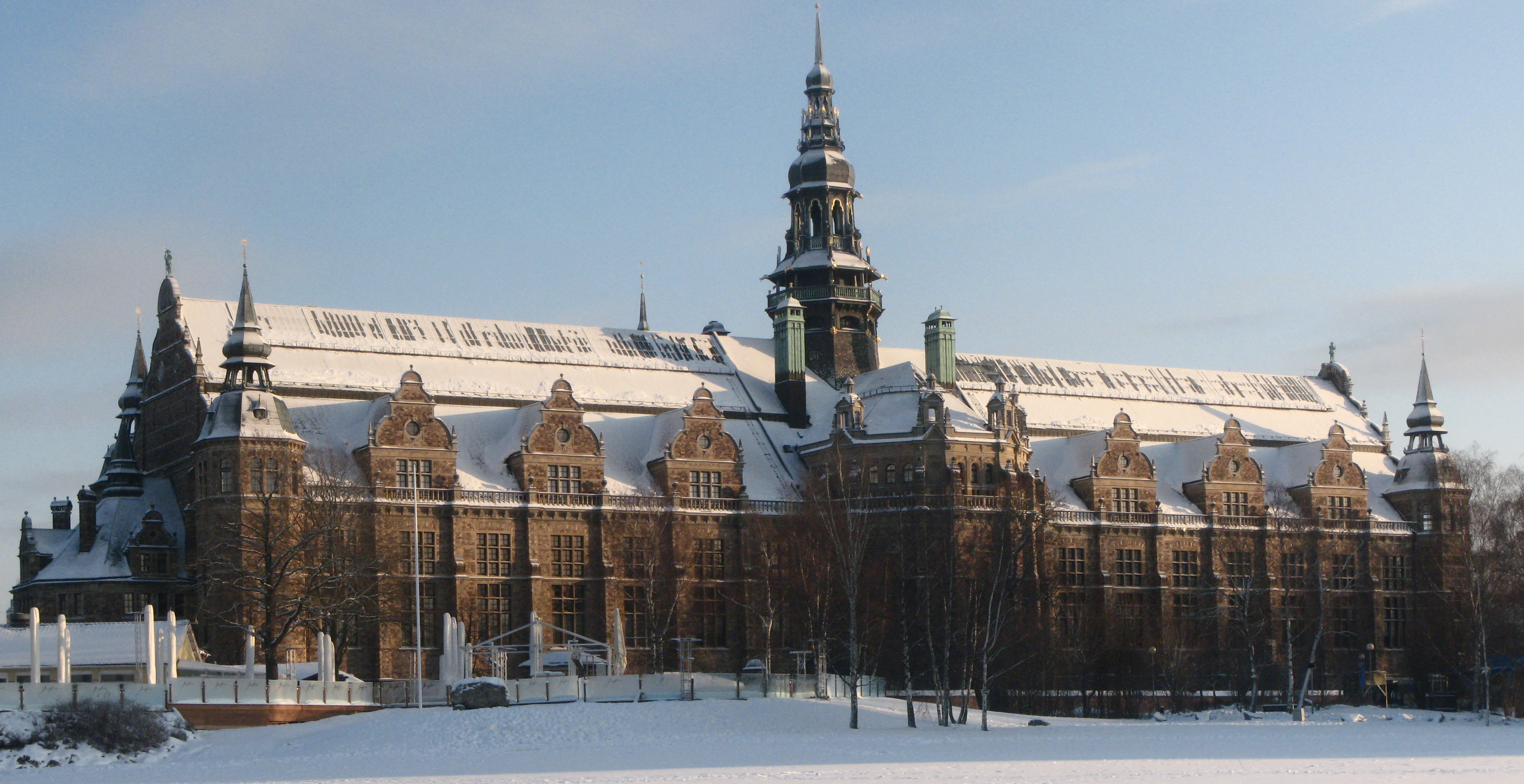
Северный музей

Стокгольм — один из самых богатых музеями городов в мире. Здесь расположено около 50 музеев, которые ежегодно привлекают более 9 миллионов посетителей.

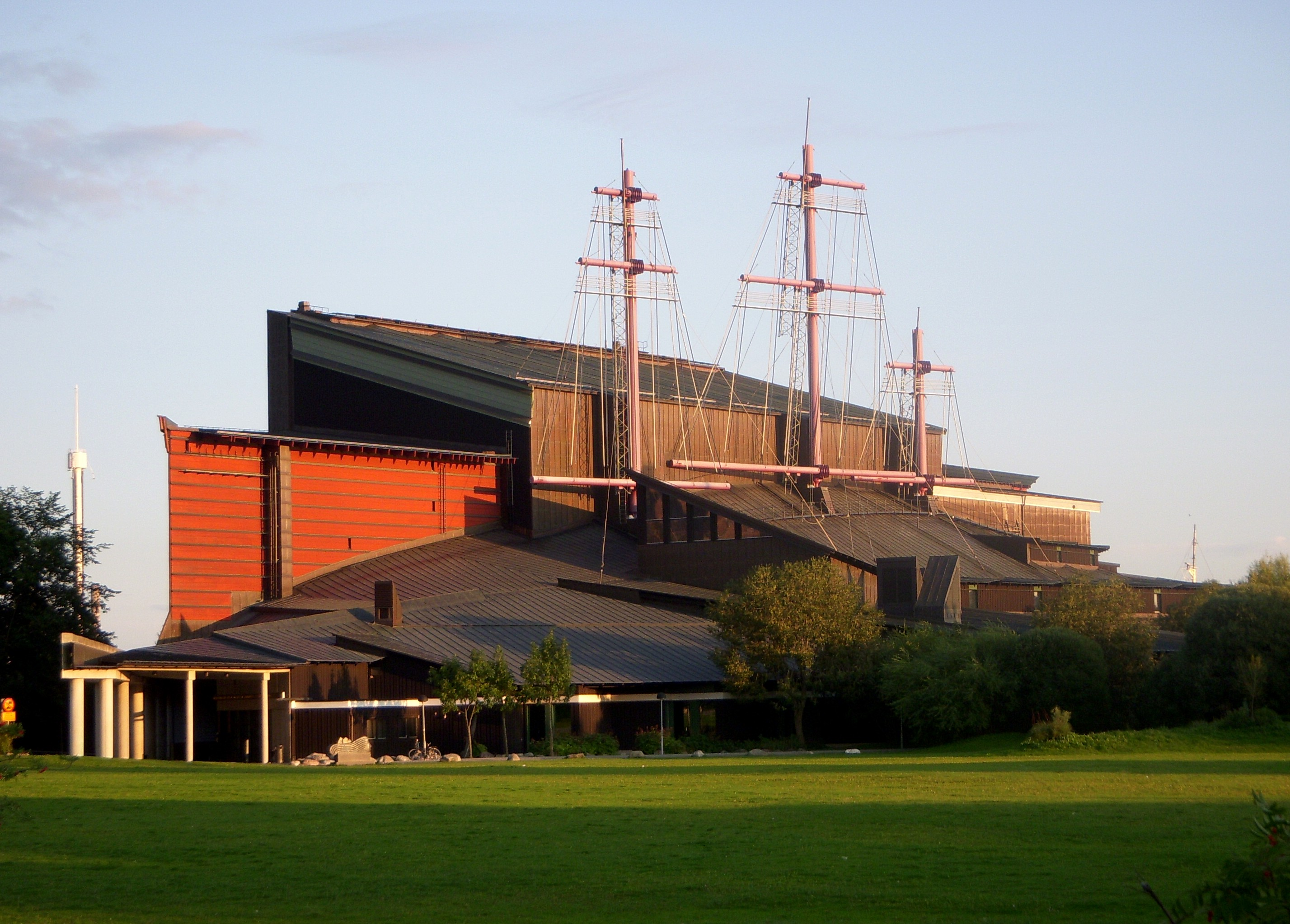
Музей Ваза

Наиболее посещаемыми музеями являются Скансен и музей Ваза в Седра-Юргордене. Ежегодно их посещают более одного миллиона человек. Скансен — это первый в мире музей под открытым небом, который был открыт в 1891 году Артуром Хазелиусом. Рядом с ним расположен Музей Северных стран, который занимает замок в стиле Северного ренессанса, спроектированный Исаком Густавом Класоном и построенный в период с 1888 по 1907 год. В этом музее хранятся и оживают воспоминания о жизни и творчестве людей, начиная с 16-го века и до наших дней. А в музее Васа можно увидеть королевский корабль «Ваза» — единственный в мире сохранившийся галеон XVII века.
В Юргордене и на месте проведения Стокгольмской выставки 1930 года расположены ещё пять музеев: Технический музей, Музей полиции, Национальный музей спорта, Этнографический музей и Морской музей.
Национальный музей в Стокгольме — это сокровищница шведского искусства, где собраны самые ценные экспонаты. В его коллекции находится 16 000 картин и 30 000 предметов искусства. История музея начинается со времен Густава Вазы, когда была основана эта уникальная коллекция. С тех пор она пополнилась работами выдающихся художников, таких как Рембрандт и Антуан Ватто, а также значительными произведениями шведских мастеров, включая Александра Рослина, Андерса Цорна, Йохана Тобиаса Сергеля, Карла Ларссона, Карла Фредрика Хилла и Эрнста Джозефсона. Особую гордость коллекции составляют экспонаты, которые были разграблены в других европейских городах в период Великой державы, между 1611 и 1718 годами. После длительной реконструкции Национальный музей вновь распахнул свои двери для посетителей 13 октября 2018 года.
Шеппсхольмен часто называют музейным островом Стокгольма. Здесь расположены пять уникальных музеев:
- Moderna Museet — Музей современного искусства;
- Arkitekturmuseet — Музей архитектуры;
- Östasiatiska Museet — Музей восточной культуры;
- Orion — корабль-музей;
- Bergrummet – Tidö — коллекция игрушек и комиксов.

Городской музей Стокгольма и музей Средневековья стремятся сохранить, оживить и передать историю города и рассказы жителей Стокгольма — как прошлых, так и настоящих — в рамках единого целостного опыта. После трехлетней реконструкции городской музей вновь распахнул свои двери для посетителей 18 января 2019 года.
Шведский музей естественной истории, расположенный в Фрескати, недалеко от Стокгольмского университета, представляет собой увлекательный биологический и геологический музей.
В 2007 году большинство государственных музеев Стокгольма отменили бесплатный вход. Однако 1 февраля 2016 года 18 государственных музеев страны вновь открыли свои двери для всех желающих.

## Музыка

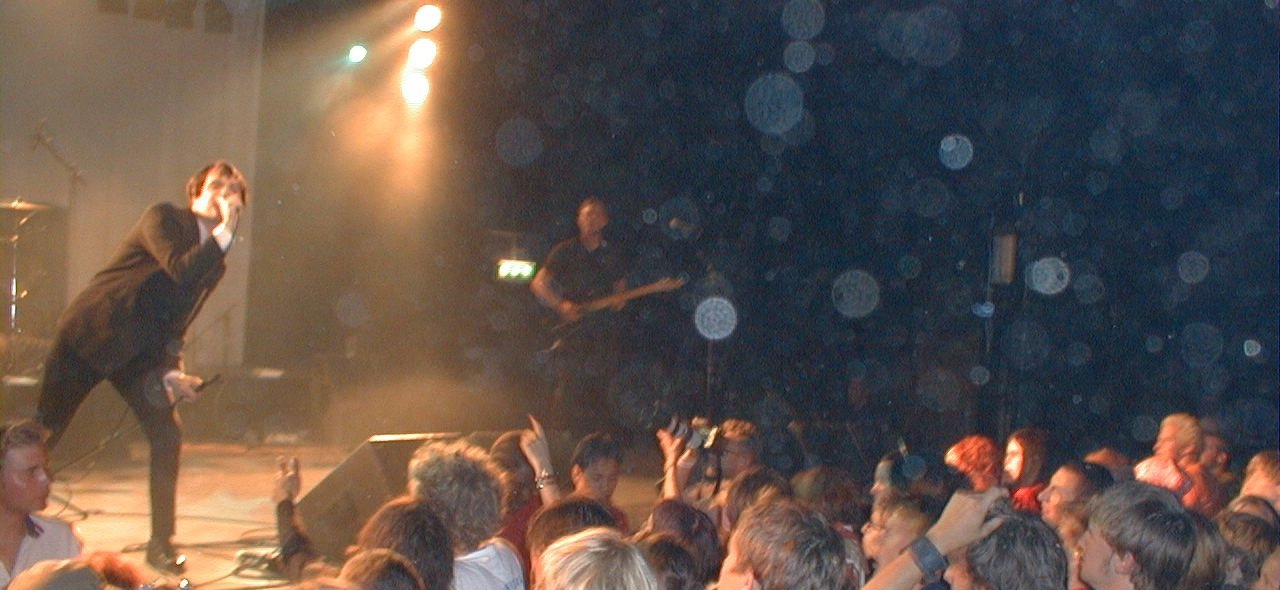
Брат Дэниел, 1999 год

Стокгольмский джазовый фестиваль — один из самых старых в Швеции. Каждый год он проводится в июле на острове Шеппсхольмен.
Летом каждый вторник вечером в Скансене проходит Аллсанг.

## Ночная жизнь

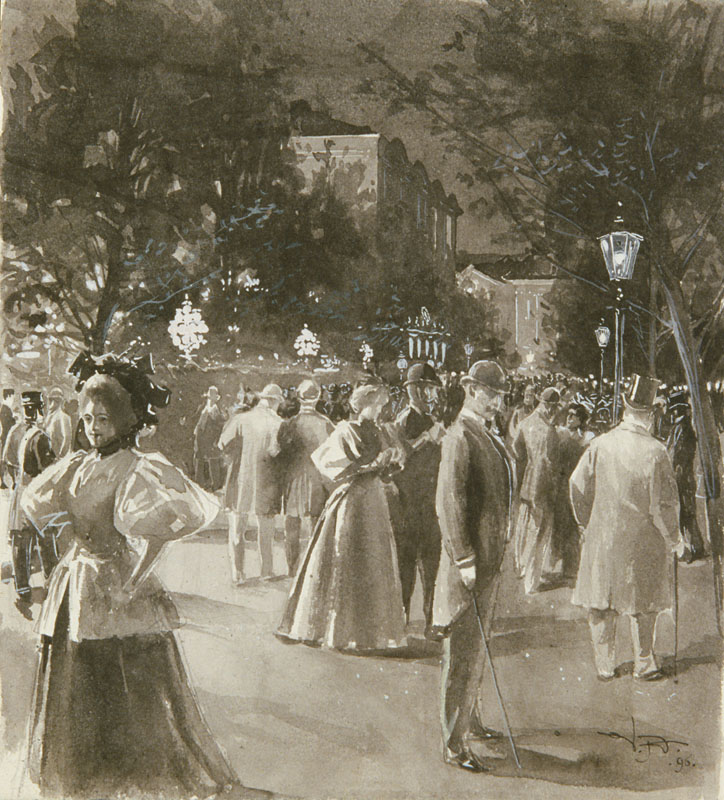
Ночная жизнь в кафе Blanchs, Кунгстредгорден, 1896

В Стокгольме царит атмосфера ночных развлечений с множеством баров, пабов и клубов. Наиболее популярные районы для ночной жизни сосредоточены вокруг Стуреплан и Гетгатан. На Стуреплан находятся знаменитые ночные клубы Sturecompagniet и Spy Bar, управляемые Stureplansgruppen. Эти клубы приобрели мировую известность благодаря своему качеству и атмосфере. Среди других популярных клубов можно отметить Café Opera и Patricia.
Среди развлекательных заведений можно выделить салоны Wallman's, Golden Hits и Norra Brunn. Также здесь находится казино Cosmopol. Классические развлекательные места включают Nalen и Fenixpalatset.
Бернский салон был построен в 1862–1863 годах кондитером Генрихом Робертом Бернсом по проекту архитектора Йохана Фредрика Обома. Он был открыт 1 августа 1863 года. Вместе со своим коллегой Магнусом Исаусом (1841–1890) они расширили здание в 1885 году, добавив еще один салон, расположенный под углом к первоначальному. В то же время заведение было переименовано из Бернского салона в Бернский салон красоты. Бернский салон считался одним из лучших ресторанов Европы своего времени и играл важную роль в развлекательной жизни Стокгольма. В 1866 году здесь впервые показали канкан шведской публике.

## Рестораны

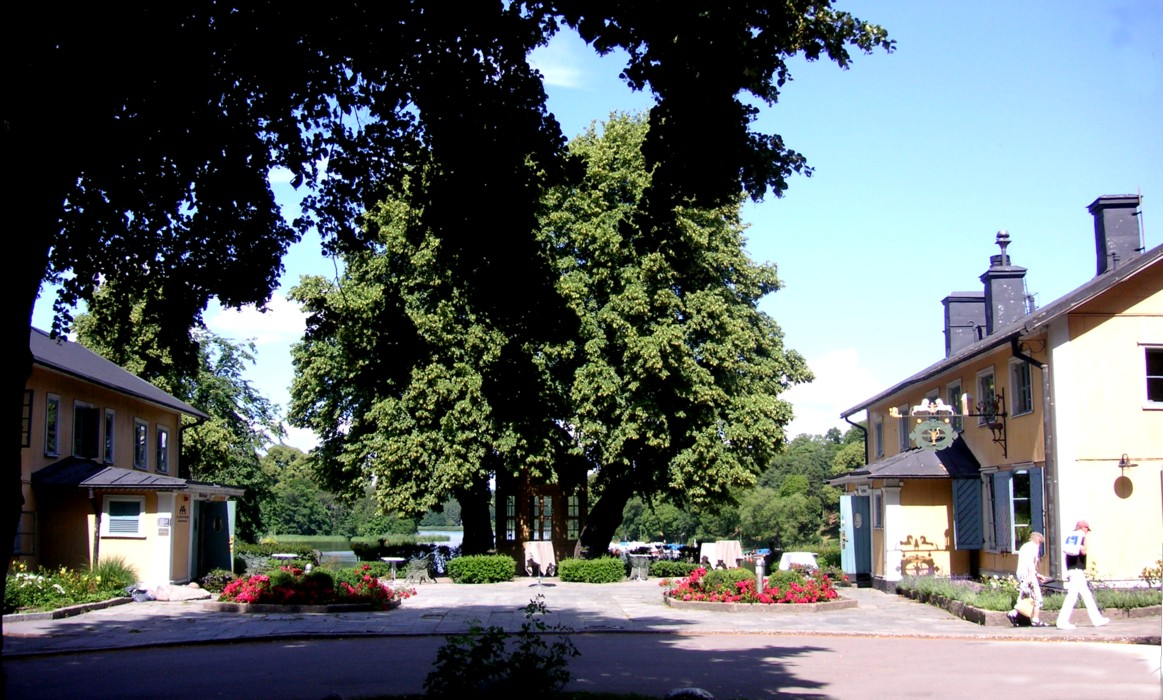
Вардшусет Сталлмарстарегорден

В Стокгольме есть более тысячи ресторанов. Среди самых известных и престижных ресторанов в Стокгольме, а также самых дорогих, можно выделить отмеченные звёздами Мишлен таверны: «Edsbacka», «Esperanto», «Fredsgatan 12», «Leijontornet», «Lux», «Mathias Dahlgren» и «Operakällaren». Кроме того, стоит отметить классические рестораны: «Gondolen», «Ulla Winbladh», «Wedholms Fisk», «Ulriksdals Wärdshus» и «Stallmästaregården».
Stallmästaregården, известный как «Сталлис», представляет собой старейший сохранившийся публичный дом в районе Стокгольма. Он функционирует в этом качестве с середины XVII века. Королева Кристина была известна своей любовью к верховой езде и охоте в окрестностях Бруннсвикена. В 1645 году, проезжая мимо фермы шталмейстера Хоканссона со своей свитой, она решила отпраздновать там середину лета. Эта новость быстро распространилась по городу, и конюх Эббе Хоканссон впоследствии решил открыть гостиницу.

## Спорт

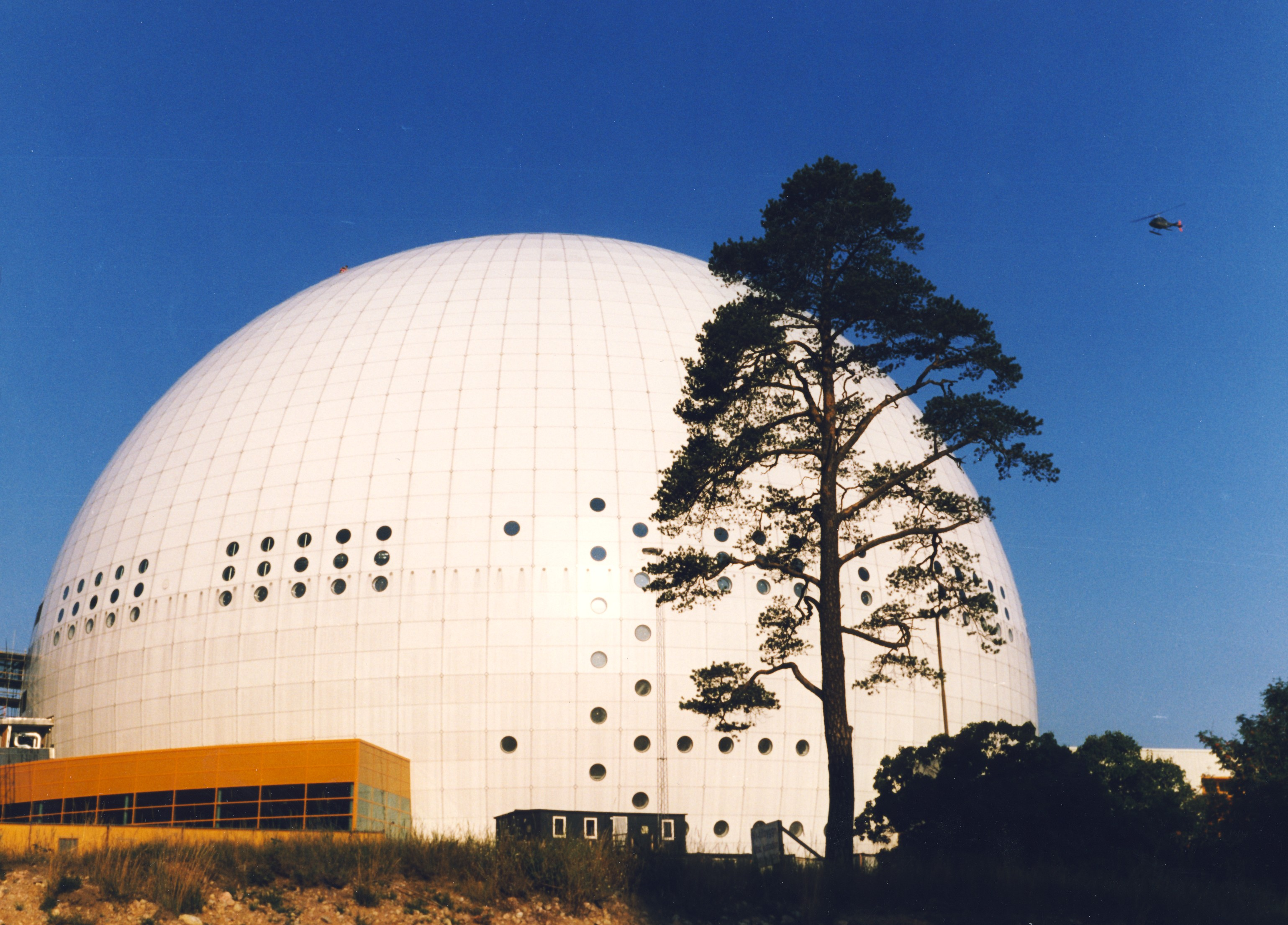
Авичи-Арена

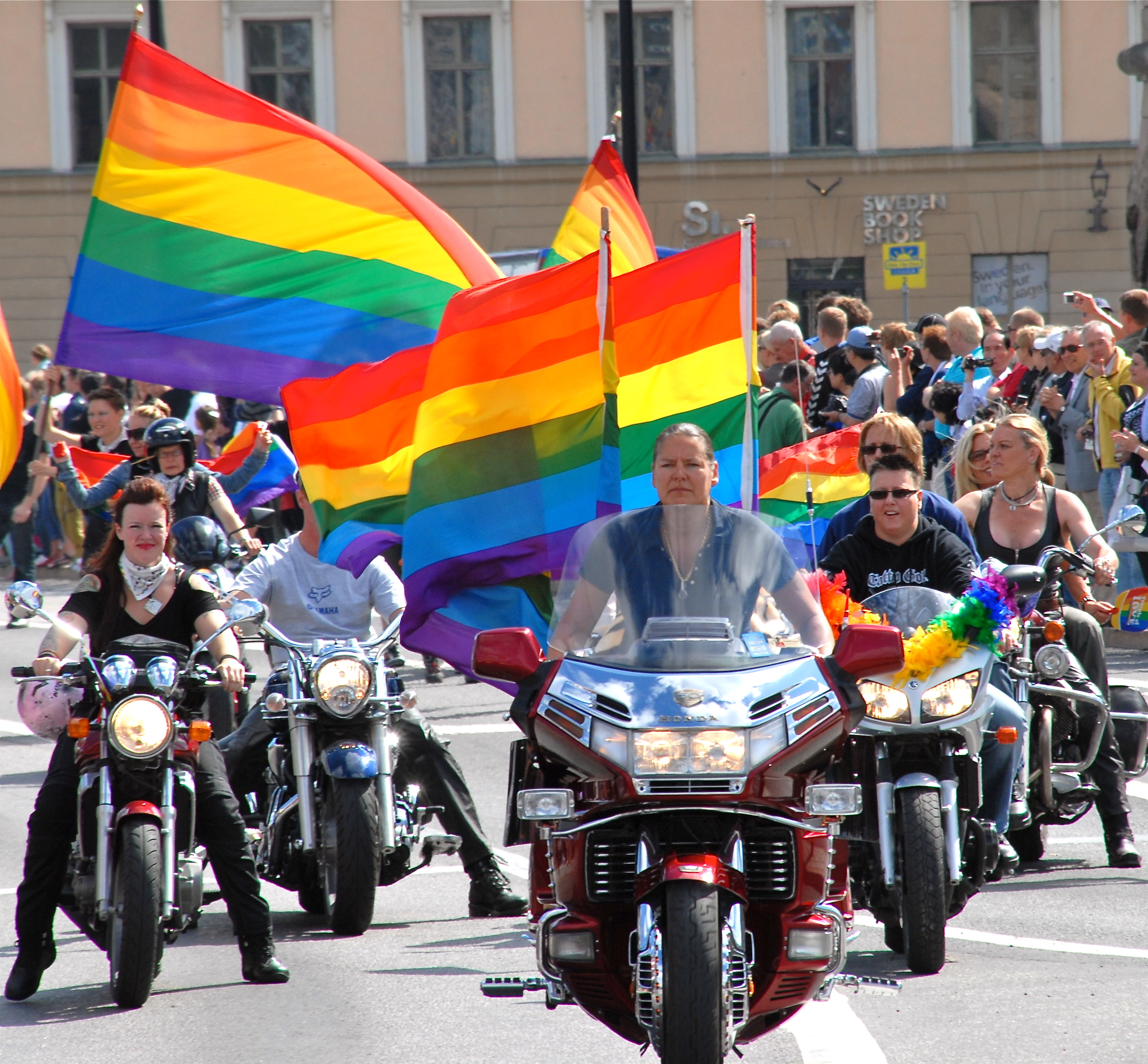
Стокгольмский прайд 2010

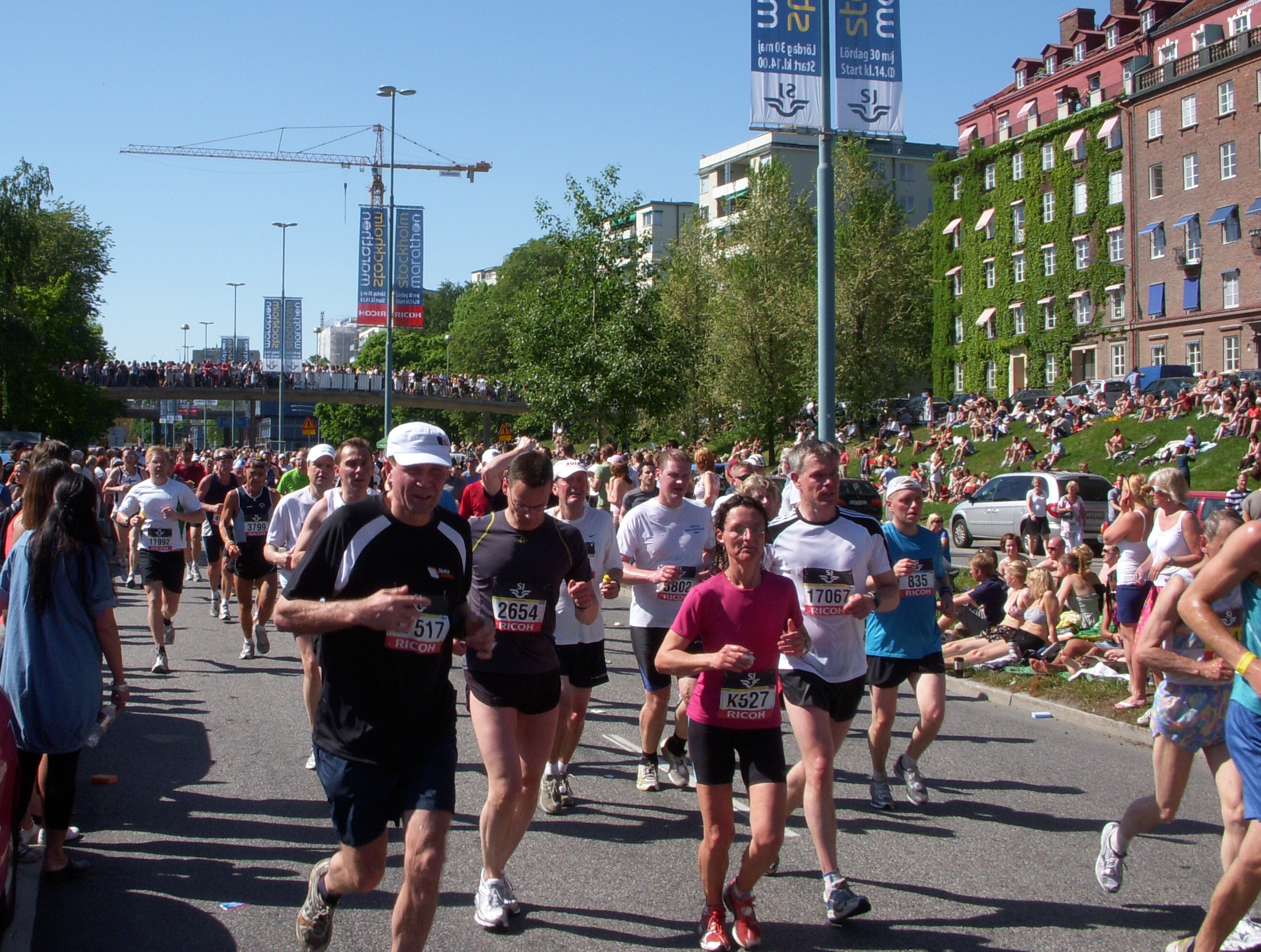
Стокгольмский марафон 2009, Норрмяларстранд

В Стокгольме среди зрителей особенно популярны футбол и хоккей с шайбой. Три крупных спортивных клуба — Aik, «Юргорденс ИФ» и «Хаммарбю ИФ» — были основаны в конце 1800-х годов. В столице проходили все Северные игры, предшествовавшие зимним Олимпийским играм, за исключением одной. В 1890-х годах в Фискарторпете был построен первый в Швеции комплекс для прыжков на лыжах с трамплина. В 1912 году Стокгольм принимал летние Олимпийские игры. Олимпийский стадион, построенный для этого события, с тех пор используется для проведения множества спортивных соревнований, в основном по футболу и легкой атлетике. С 1912 по 1936 год стадион был домашней ареной для «Аик», а с 1936 года — для «Юргорден».
«Авичи-Арена» (международное название «Стокгольм Глоб Арена») — это арена, расположенная в районе Глобен в Йоханнесхове, Стокгольм. Она была открыта 19 февраля 1989 года и стала самым большим сферическим зданием в мире. На этой арене проходят не только спортивные мероприятия, но и концерты, и представления. Третий стадион — «Росунда» — находится в муниципалитете Сольна.
Стокгольмский марафон — ежегодный марафонский забег по центральным районам Стокгольма. Старт марафона проходит за пределами Олимпийского стадиона, а финиш — внутри него. Это крупнейший марафонский забег в Швеции, в котором принимают участие более 15 000 человек.
«Тьеймилен» — ежегодное соревнование по бегу среди женщин, проходящее по 10-километровой беговой дорожке в окрестностях Юргордена. Премьера «Мили для девочек» состоялась 19 августа 1984 года.

## Театр

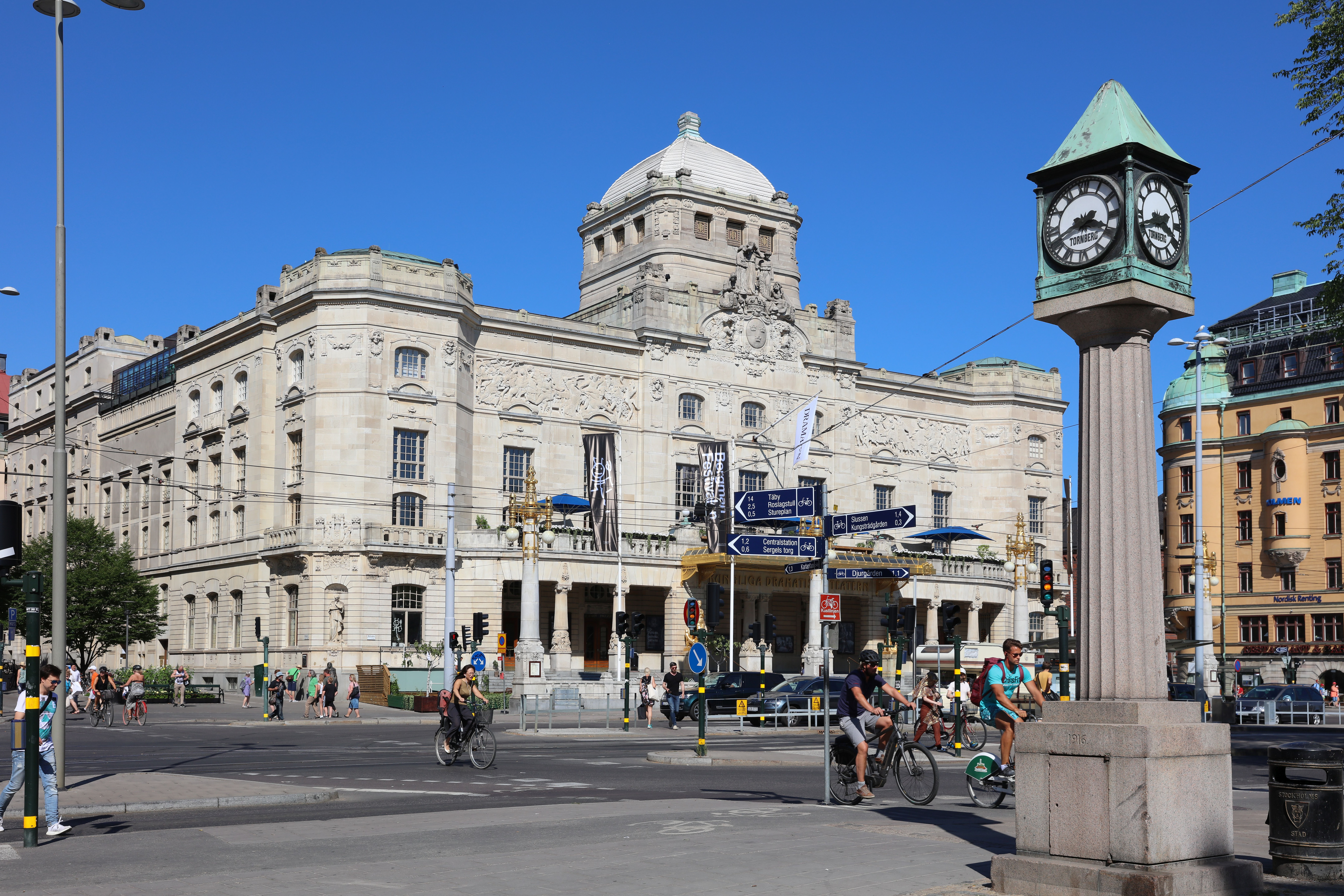
Королевский драматический театр

Стокгольм славится множеством театров, среди которых особое место занимают Королевский драматический театр (Dramaten) и Королевская опера. Также стоит отметить такие театры, как Stockholms stadsteater, Teater Galeasen, Folkoperan, Moderna dansteatern, Göta Lejon, Södra teatern, Chinateatern, Vasateatern и Oscarsteatern, которые предлагают широкий спектр развлечений для любителей театрального искусства.

## Ежегодные мероприятия
- С 18 по 24 апреля, каждую субботу в конце апреля, в городе Стокгольм проходит фестиваль «Культурная жизнь Стокгольма», организованный городом и организацией «Культурная жизнь Стокгольма». 29 апреля 2017 года фестиваль посетили 120 000 человек[3][21].
- «Smaka på Stockholm» — это замечательное гастрономическое событие, которое проходит в начале июня в Кунгстредгордене. С момента основания ресторана в 1991 году его посетило уже 3,6 миллиона человек[22].
- Стокгольмский прайд — это крупнейшее мероприятие в Скандинавии, которое проходит в последнюю неделю июля. Его кульминацией всегда становится парад. В 2007 году 50 000 человек присоединились к фестивальному поезду, а за парадом наблюдали около 500 000 зрителей[23].
- В 2017 году, в середине августа, Стокгольмский культурный фестиваль, организованный управлением культуры Стокгольма, посетило 610 000 человек[3].
- We are Sthlm (ранее Ung08) — это фестиваль, который проходит в середине августа в Стокгольме под эгидой Управления культуры города. Он проводится одновременно со Стокгольмским культурным фестивалем и считается одним из крупнейших молодежных фестивалей в Европе. В 2017 году его посетило 140 000 человек[3][24].
- В середине октября в различных уголках Стокгольма проходит джазовый фестиваль[25].
- Стокгольмский кинофестиваль проводится в ноябре[4].
- Торжественная церемония вручения Нобелевской премии и последующая Нобелевская вечеринка состоятся в День Нобелевской премии, 10 декабря.